# Домеркант, Генри
Генри Домеркант (англ. Henry Domercant; 30 декабря 1980, Чикаго, Иллинойс, США) — американский и боснийский профессиональный баскетболист и тренер, игравший на позиции атакующего защитника.

## Достижения
- Вторая команда сборной всех звёзд Евролиги: 2012
- Чемпион Турции : 2005, 2013
- Чемпион Италии : 2009, 2010
- Обладатель Кубка Италии : 2009, 2010
- Обладатель Суперкубка Италии : 2009
- Обладатель Кубка России: 2011